# Фронтин, Педру
Педру Макс Фернанду Фронтин (порт. Pedro Max Fernando Frontin; 8 февраля 1867, Петрополис, Бразильская империя — 7 апреля 1939, Рио-де-Жанейро, Бразилия) — адмирал ВМС Бразилии. Участник Первой мировой войны.

## На службе в ВМС Бразилии и Первая мировая война
Поступил в Военно-морское училище 3 марта 1882 года в возрасте пятнадцати лет. 8 января 1890 года дослужился до звания лейтенанта. За свою карьеру он командовал кораблями: бразильский линкор "Сан-Паулу", крейсерами "Риу-Гранди-ду-Сул" и "Баия".
Адмирал Фронтин также был главным командиром Бразильской военно-морской дивизии в 1918 году во время Первой мировой войны на стороне Антанты. Бразильский флот под его командованием действовал от побережья Северной Африки до Средиземного моря. Он участвовал в операциях вместе с Военно-морскими силами Великобритании, Франции, Японии и США.
Был награжден Золотой медалью отличия США за заслуги во время Первой мировой войны, Крестом Леопольда II, а также имел награды Италии и Японии.
Он также занимал должности начальника штаба военно-морского флота, министра Высшего военного трибунала с 1926 по 1938 год, а также и председателем суда с 18 июля 1934 года по 19 февраля 1938 года, когда вышел на пенсию.
Одна из его знаменитых цитат была: "Когда невозможно сделать то, что ты должен сделать, ты должен сделать все, что в твоих силах!".
Он умер 6 апреля 1939 года в Рио-де-Жанейро.